# Versoix
Versoix is een gemeente en plaats in het Zwitserse kanton Genève. Versoix telt 11.920 inwoners.

## Overleden
- Adrien Lachenal (1849-1918), politicus, lid van de Bondsraad, bondspresident van Zwitserland
- Esther Baezner (1883-1948), muziekcritica